# Cleomenes robustior
Cleomenes robustior là một loài bọ cánh cứng trong họ Cerambycidae.